# Oued L'Bour
Oued L Bour (franska: Oued L Bour (CR), Oued L Bour (Commune Rurale), arabiska: نفيفة) är en kommun i Marocko.   Den ligger i provinsen Chichaoua och regionen Marrakech-Safi, i den centrala delen av landet, 400 km sydväst om huvudstaden Rabat. Antalet invånare är 6 851.